# Triple saut féminin aux Jeux olympiques d'été de 2004
Navigation
Sydney 2000 Pékin 2008
L'épreuve du triple saut féminin aux Jeux olympiques de 2004 s'est déroulée les 21 et 23 août 2004 au Stade olympique d'Athènes, en Grèce. Elle est remportée par la Camerounaise Françoise Mbango Etone.

## Résultats

### Finale
| Rang               | Athlète                | Pays        | Essais | Essais | Essais | Essais | Essais | Essais | Marque | Notes |
| Rang               | Athlète                | Pays        | 1      | 2      | 3      | 4      | 5      | 6      | Marque | Notes |
| ------------------ | ---------------------- | ----------- | ------ | ------ | ------ | ------ | ------ | ------ | ------ | ----- |
| Médaille d'or      | Françoise Mbango Etone | Cameroun    | x      | 15.30  | 15.02  | 15.17  | 15.21  | 15.30  | 15.30  | AR    |
| Médaille d'argent  | Hrysopiyi Devetzi      | Grèce       | 14.96  | 14.59  | 15.14  | 15.25  | x      | 14.92  | 15.25  |       |
| Médaille de bronze | Tatyana Lebedeva       | Russie      | x      | 14.84  | 14.95  | x      | 15.04  | 15.14  | 15.14  |       |
| 4                  | Trecia-Kaye Smith      | Jamaïque    | x      | 15.02  | 13.23  | x      | x      | 14.70  | 15.02  |       |
| 5                  | Yamilé Aldama          | Soudan      | x      | 14.90  | 14.74  | 14.99  | 13.92  | 14.19  | 14.99  |       |
| 6                  | Baya Rahouli           | Algérie     | 14.75  | 14.86  | 14.57  | 14.76  | x      | 14.68  | 14.86  |       |
| 7                  | Magdelín Martínez      | Italie      | 14.70  | 14.85  | 14.58  | 14.50  | 14.51  | 14.76  | 14.85  |       |
| 8                  | Anna Pyatykh           | Russie      | 14.16  | 14.58  | x      | x      | x      | 14.79  | 14.79  |       |
| 9                  | Yusmay Bicet           | Cuba        | x      | x      | 14.57  |        |        |        | 14.57  |       |
| 10                 | Olena Hovorova         | Ukraine     | 14.07  | 14.35  | 14.35  |        |        |        | 14.35  |       |
| 11                 | Olga Vasdeki           | Grèce       | 14.34  | 14.08  | x      |        |        |        | 14.34  |       |
| 12                 | Huang Qiuyan           | Chine       | 13.85  | 14.33  | 14.04  |        |        |        | 14.33  |       |
| 13                 | Natallia Safronava     | Biélorussie | 14.20  | x      | 14.22  |        |        |        | 14.22  |       |
| 14                 | Kéné Ndoye             | Sénégal     | x      | 14.09  | 14.18  |        |        |        | 14.18  |       |
| 15                 | Adelina Gavrilă        | Roumanie    | x      | x      | 13.86  |        |        |        | 13.86  |       |

## Légende
Records et Performances
- AR : Record continental (area record)
- CR : Record des championnats (championship record)
- MR : Record du meeting (meet record)
- NR : Record national (national record)
- OR : Record olympique (olympic record)
- PR : Record paralympique (paralympic record)
- PB : Record personnel (personal best)
- SB : Meilleure performance personnelle de la saison (season's best)
- WL : Meilleure performance mondiale de l'année (world leader)
- WJR : Record du monde junior (world junior record)
- WR : Record du monde (world record)

Circonstances et Conditions
- DNF : N'a pas terminé (did not finish)
- DNS : N'a pas pris le départ (did not start)
- DQ : Disqualification (disqualification)
- NM : Aucun essai valable enregistré (No Mark)
- Q : Qualifié « directement » au prochain tour (ou à la prochaine compétition), lors d'une compétition majeure, grâce au classement ou à la réalisation des minima (automatic qualifier)
- q : Qualifié au prochain tour (ou à la prochaine compétition), lors d'une compétition majeure, grâce au repêchage ou à la réalisation de l'une des meilleures performances parmi celles des « non qualifiés directement » (grâce au meilleur temps ou à la meilleure distance par exemple) (secondary qualifier)